# Schlacht bei Dahlen
Westeuropa

Oosterweel – Dahlen – Heiligerlee – Jemgum – Jodoigne – Le Quesnoy – Brielle – Mons – Goes – 1. Mechelen – Naarden – Middelburg – Haarlem – Alkmaar – Geertruidenberg – Leiden – Delft – Valkenburg – Mooker Heide – Schoonhoven – Zierikzee – 1. Antwerpen – Gembloux – Rijmenam – 1. Deventer – Borgerhout – 1. Maastricht – 2. Mechelen – 1. Steenwijk – Kollum – 1. Breda – Noordhorn – Niezijl – Lochem – Lier – Eindhoven – Steenbergen – Ghent – Aalst – 2. Antwerpen – IJsseloord – Empel – Boksum – 1. Grave – 1. Venlo – Axel – Neuss – 1. Rheinberg – Zutphen – 1. Sluis – 1. Bergen-op-Zoom – 2. Geertruidenberg – 2. Breda – 2. Zutphen – 2. Deventer – Delfzijl – Knodsenburg – 1. Hulst – Nijmegen – Rouen – Caudebec – 2. Steenwijk – 1. Coevorden – 3. Geertruidenberg – 2. Coevorden – Groningen – Huy – 1. Groenlo – Lippe – Calais – 2. Hulst – Turnhout – 2. Rheinberg – 1. Moers – 2. Groenlo – Bredevoort – Enschede – Ootmarsum – 1. Oldenzaal – 1. Lingen – 1. Schenckenschans – Zaltbommel – Rees – San Andreas – Nieuwpoort – 3. Rheinberg – Ostende – 1. 's-Hertogenbosch – 2. Grave – Hoogstraten – 3. Sluis
Zwölfjähriger Friede

2. Lingen – 3. Groenlo – Aachen – Jülich – 2. Bergen op Zoom – Fleurus – 3. Breda – 2. Oldenzaal – 4. Groenlo – 2. 's-Hertogenbosch – Slaak – 2. Maastricht – Leuven – 2. Schenkenschans – 4. Breda – 2. Venlo – Kallo – 3. Hulst
Europäische Gewässer

Vlissingen – Borsele – Haarlemmermeer – Zuiderzee – Schelde – Lillo – Ponta Delgada – Bayona Islands – Golf von Almería – 1. Cadiz – Azoren – Straße von Dover – 2. Sluis – 1. Kap St. Vincent – 1. Gibraltar – 2. Gibraltar – 2. Cadiz – Lizard Point – Dünkirchen – Calais – Downs – 2. Kap St. Vincent – 2. St. Martin
Amerika

Bahia – Matanzas – St. Martin – San Juan – Abrolhos – Pernambuco – Südchile
Ostindien

Playa Honda – 1. San Salvador – 2. San Salvador – La Naval de Manila – Puerto de Cavite

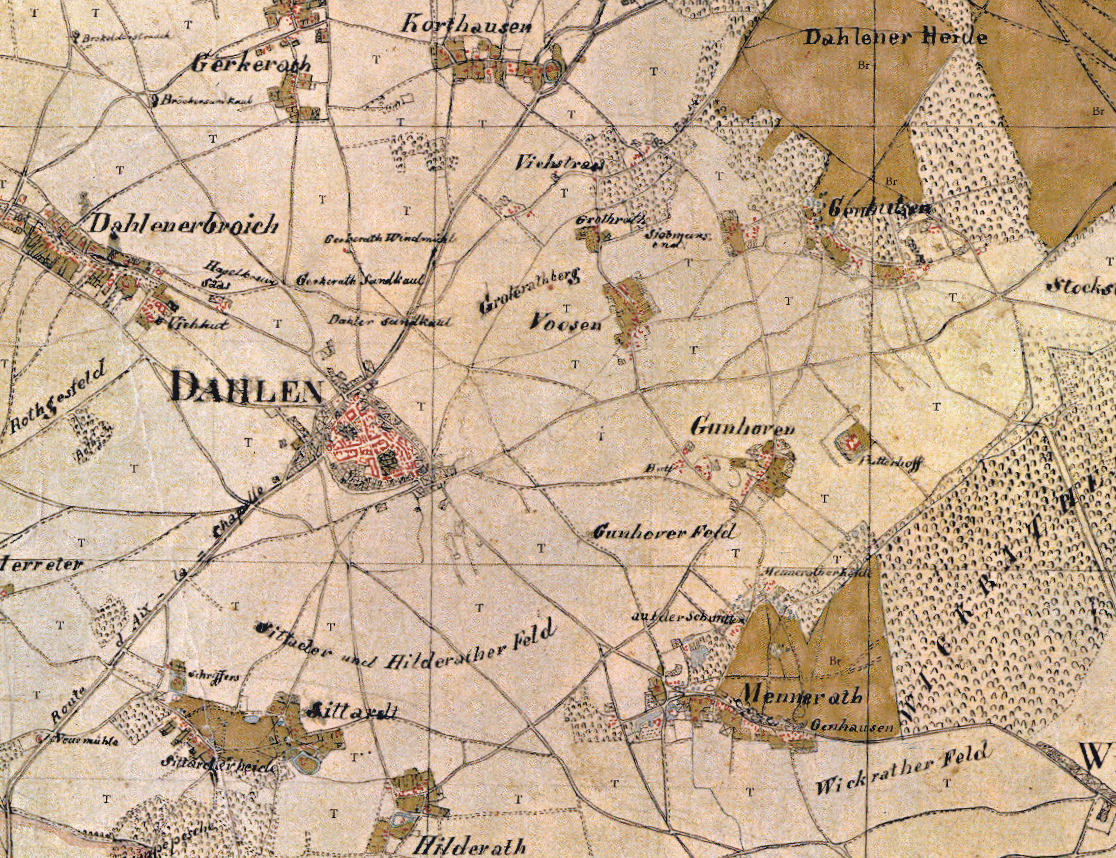
Lage der Dahlener Heide nordöstlich von Rheindahlen

Die Schlacht bei Dahlen fand am 25. April 1568 zwischen niederländischen Rebellen unter dem Befehl von Jan van Montigny, Herr von Villers und spanischen Truppen unter Sancho d’Avila, Gouverneur von Philipp II. und Sancho de Londoño auf der Dahlener Heide nordöstlich des heutigen Rheindahlens statt und endete mit einem verheerenden Sieg der Spanier über das von Wilhelm von Oranien aufgestellte Heer. Dieses Ereignis gilt als Beginn des Achtzigjährigen Kriegs.

## Vorgeschichte
Jan van Montigny überschritt am 20. April 1568 mit seinem 3000 Mann starken Heer die Grenze des Herzogtum Jülichs. Er hatte mit den als Geusen bezeichneten niederländischen Flüchtlingen und deutschen Söldnern die Absicht, einen strategisch wichtigen Ort als Basis zukünftiger militärischer Operationen zu erobern. Weiter nach Norden ziehend erreichte er am 23. April 1568 schließlich Roermond. Da sich die Stadt weigerte, sich zu ergeben, begann Montigny mit der Belagerung.
Der Statthalter der habsburgischen Niederlande, Fernando Álvarez de Toledo, Herzog von Alba, reagierte prompt, als er von der Invasion erfuhr, und setzte Sancho d’Avila und Sancho de Londoño mit Infanterie, Kavallerie sowie 300 Pikenierern, einer Truppe von ungefähr 1600 Soldaten, Richtung Roermond in Marsch. Bevor es zu einem Zusammentreffen der Gegner kommen konnte, beschloss Montigny, die Belagerung der Stadt aufzugeben und nach Osten in Richtung Erkelenz abzuziehen.

## Schlacht
Schließlich stießen die Gegner nordöstlich von Dahlen aufeinander und es kam zur Schlacht. Die Rebellen verloren zwischen 1100 und 1700 Mann, darunter die gesamte Kavallerie. Montigny gelang es, mit dem Rest der Truppe Zuflucht bei Dahlen zu finden und die Männer zu reorganisieren.
Sancho de Londoño erreichte mit 600 Infanteristen gegen 16 Uhr die Stadt Dahlen und rieb den Feind in nur einer halben Stunde völlig auf. Montigny, der in der Stadt Dahlen Zuflucht gefunden hatte, wurde gefangen genommen und am 2. Juni 1568 auf dem Großen Markt in Brüssel enthauptet. Drei Tage später wurden dann  die Grafen Egmond und von Hoorn hingerichtet.
Das Herzogtum Jülich-Berg, auf dessen Territorium die Schlacht stattfand, hatte sich zuvor für neutral erklärt. Dies hielt die siegreichen Spanier nicht davon ab, Soldaten im Stadtgebiet einzuquartieren, Pferde zu requirieren und umliegende Ortschaften zu plündern. In Gladbach und Dahlen entstanden Schäden durch das „Spanische Kriegsvolk“, für deren Beseitigung allein in Dahlen 1431 Taler aufgewendet werden mussten.